# Хэппи-Вэлли (район)
Хэ́ппи-Вэ́лли (англ. Happy Valley, кит. 跑馬地, Пхауматэй) — гонконгский район, входящий в состав округа Ваньчай. Расположен на северном побережье острова Гонконг. Фактически вырос вокруг одноимённого ипподрома и старого кладбища. 
Преимущественно жилой район с высоким достатком. Ранее был известен как Воннайчхун-кук (黃泥涌谷), что в переводе значит «Долина жёлтого потока грязи» (так назывались река, нередко превращавшаяся в грязевой поток и впоследствии забетонированная в канал, и главная улица, проложенная на её месте).

## История

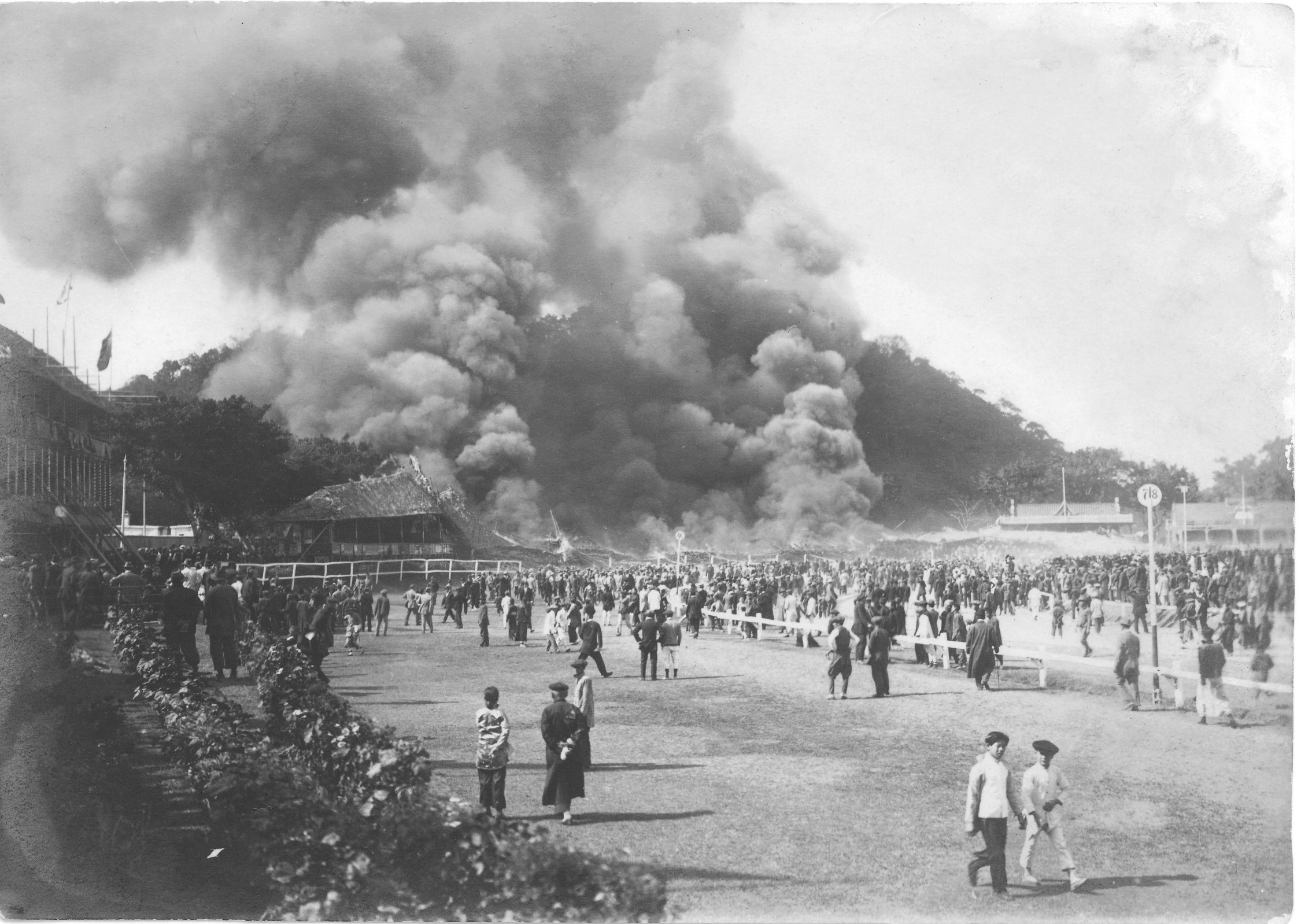
Пожар 1918 года

В 1845 году власти начали строительство ипподрома, осушив окрестные болота и рисовые чеки (это был единственный плоский участок земли на гористом острове Гонконг; другой причиной масштабных мелиоративных работ были частые эпидемии малярии, хотя в то время точная причина лихорадки ещё не была установлена). Из-за высокого уровня смертности в том же году рядом с ипподромом было заложено одно из первых христианских кладбищ (ныне — Гонконгское кладбище). Район стал называться Хэппи-Вэлли («Счастливая долина») как эвфемизм для обозначения кладбища. В декабре 1846 года на ипподроме прошли первые скачки, вскоре ставшие популярными не только среди британцев, но и среди азартных китайских коммерсантов (обычно гонки проходили раз в год и подстраивались так, чтоб совпасть с лунным Новым годом). В 1884 году был основан Гонконгский жокей-клуб, призванный организовывать скачки и упорядочить ставки на них.

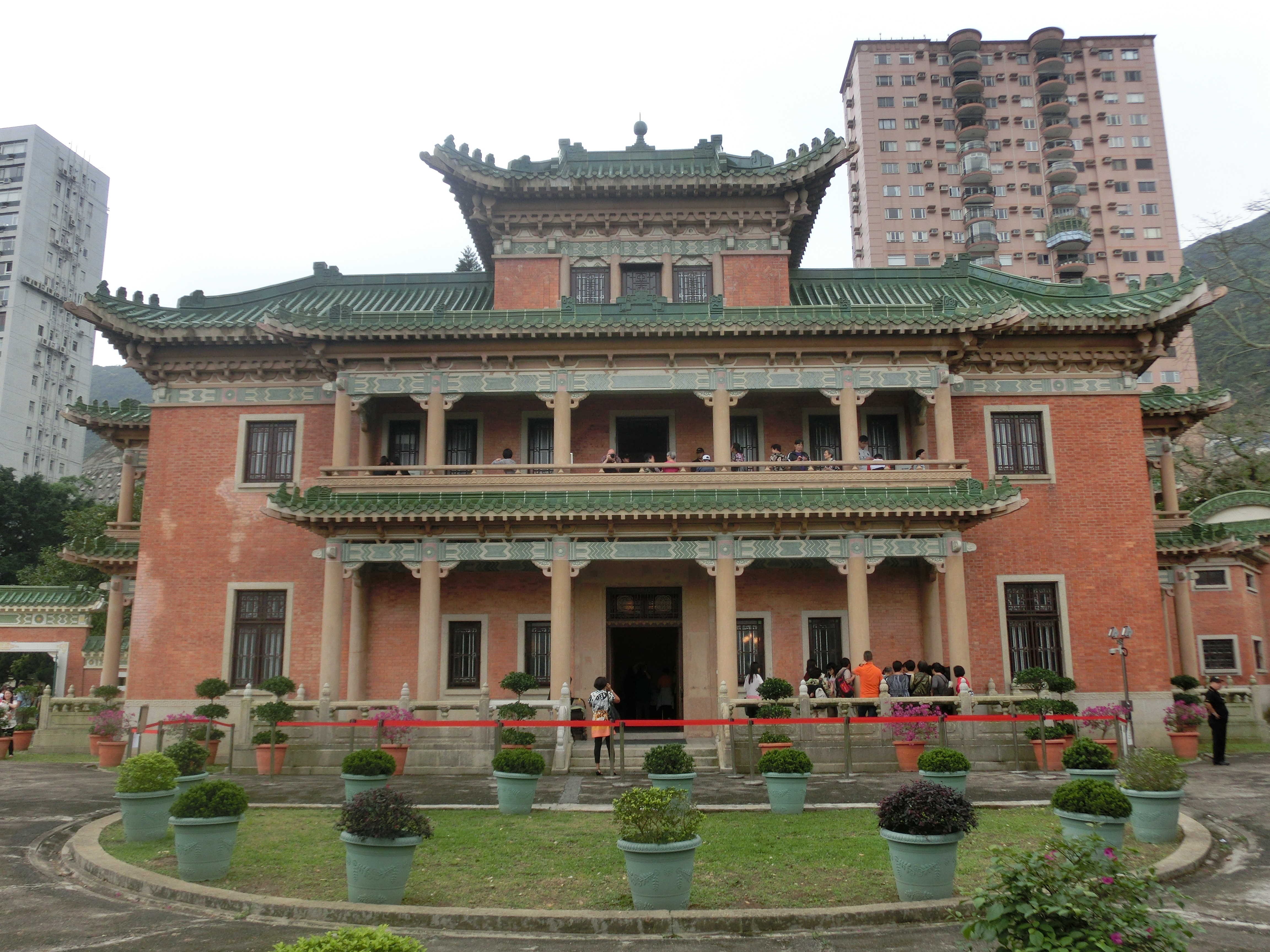
Кинъиньлэй

В феврале 1918 года в результате грандиозного пожара на ипподроме погибло около шестисот человек (причиной катастрофы стало обрушение временных трибун на жаровни продовольственных киосков, от которых вспыхнули бамбуковые перекрытия и строительные леса). В 1922 году в районе открылась Гонконгская больница-санаторий и к ипподрому была проложена трамвайная линия, связавшая Хэппи-Вэлли с Ваньчаем.
В 1937 году был закончен знаменитый особняк Кинъиньлэй, разработанный британским архитектором в стиле китайского ренессанса. В 1953 году недалеко от ипподрома был построен Правительственный стадион (в 1994 году была проведена его капитальная реконструкция, после чего арена получила своё нынешнее название — Гонконгский стадион). В результате строительного бума 1980—1990-х годов, когда в районе выросли дорогие жилые комплексы, Хэппи-Вэлли превратился в престижное место жительства для гонконгцев с доходом выше среднего. В 1995 году состоялась реконструкция ипподрома, после чего он превратился в арену мирового класса.

## География
С севера Хэппи-Вэлли граничит с районами Козуэй-Бей и Тайхан, с юга и востока — с районом Пик и Южным округом, с северо-запада — с районом Ваньчай. В Хэппи-Вэлли расположены парк Санькуон-роуд и общественный сад Лейтон-Хилл.

## Религия
В районе раскинулись пять кладбищ — Гонконгское кладбище (преимущественно протестантское), католическое кладбище Святого Михаила, отдельные кладбища для иудеев, индуистов и парсов. На Гонконгском кладбище разбросаны могилы погибших в Первой и Второй мировой войнах. Еврейское кладбище было основано в 1855 году семьёй Сассун и в 1904 году расширено за счёт покупки соседних участков. В Хэппи-Вэлли расположены церковь Святой Маргариты, часовни Гонконгского кладбища, кладбища Святого Михаила и Еврейского кладбища, храм Тамкуна, храм Тхиньхау, буддийский монастырь Тунлинькокъюнь, индуистский храм.

## Экономика
Важнейшими секторами экономики района являются розничная торговля, общественное питание, спортивные состязания, обслуживание жилых комплексов и строительство. В Хэппи-Вэлли расположено несколько высотных жилых комплексов, в том числе Хайклифф (252 м), Саммит (220 м), The Colonnade (147 м), Broad View Villa (145 м), Beverly Hill (136 м, 123 м и 107 м), The Leighton Hill.
В Хэппи-Вэлли находятся отель Emperor, несколько популярных ресторанов и рынок Воннайчхун. На холме Джардин-Лукаут, входящем в состав Хэппи-Вэлли, расположены охраняемые особняки и жилые комплексы повышенной комфортности, в которых проживают богатые гонконгцы и иностранцы из числа бизнесменов, чиновников и артистов (квартал имеет замкнутую инфраструктуру и считается очень престижным).

## Транспорт

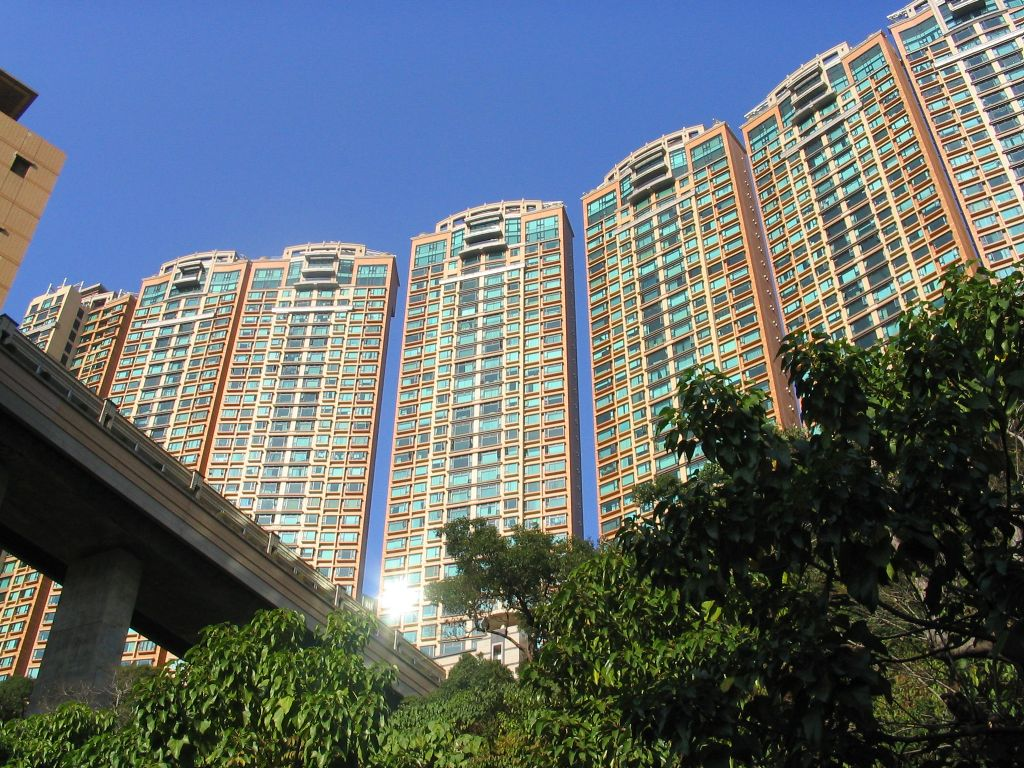
The Leighton Hill

Главными транспортными артериями района Хэппи-Вэлли являются улицы Воннайчхун-роуд, Стаббс-роуд, Тайхан-роуд и эстакада Воннайчхун. Автомобильный Абердинский туннель, открывшийся в 1982 году, связывает Ваньчай и Хэппи-Вэлли с районом Абердин. Через район пролегают трамвайные линии, а также широкая сеть автобусных маршрутов (в том числе и микроавтобусов). Имеются две автобусные станции и несколько стоянок такси. Основной трафик пассажиров идёт через станцию метро Козуэй-Бей в соседнем районе Козуэй-Бей.

## Культура и образование
В районе находятся Гонконгский музей скачек, гонконгский офис ЮНИСЕФ, штаб-квартира благотворительного общества защиты женщин и детей Поулёнкук, музей общества Поулёнкук, штаб-квартира Гонконгского балета, Международный французский лицей, Гонконгско-японская школа, католические средняя и начальная школы для девочек Меримаунт, католические средняя и начальная школы для девочек Святого Павла, школа Розарихилл, школа Лайонс Морнингхилл, начальная школа Драгоценной крови Христа, буддийские начальная и средняя школы Поукок, буддийская женская семинария при монастыре Тунлинькокъюнь, коммунальный колледж Поулёнкук, средняя и начальная школы Линнань, школа Брэдбери, библиотека Воннайчхун.

## Здравоохранение

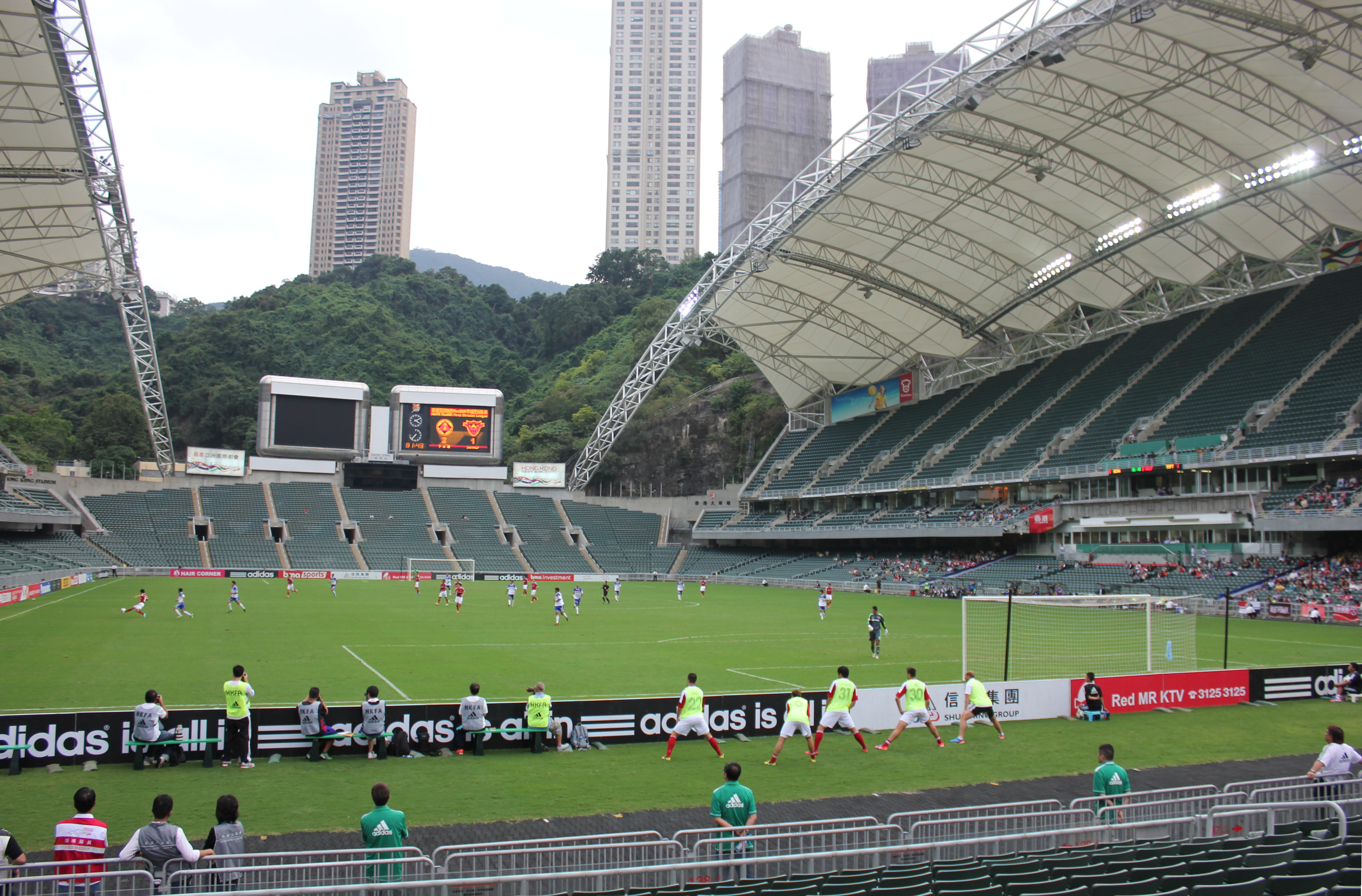
Гонконгский стадион

В Хэппи-Вэлли расположены частные Гонконгская больница-санаторий, открывшаяся в 1922 году, и Гонконгская адвентистская больница, открывшаяся в 1971 году.

## Спорт
Главной достопримечательностью и спортивной ареной района является ипподром «Хэппи-Вэлли». Кроме того, в районе расположены Гонконгский стадион, стадион футбольного клуба «Гонконг», Гонконгский теннисный центр, клуб крикета Крейгенгоувер, спортивный клуб Хэппи-Вэлли с несколькими полями для футбола, хоккея и регби, спортивный комплекс Гонконгского жокей-клуба, спортивный центр Воннайчхун. В районе базируются Гонконгский жокей-клуб, который владеет всеми ипподромами, организовывает скачки и тотализаторы на них, а также футбольный клуб «Хэппи-Вэлли», футбольный клуб «Гонконг», регбийный и хоккейный клубы «Вэлли».